# Intelsat 36
Intelsat 36 — геостационарный телекоммуникационный спутник, принадлежащий люксембургскому спутниковому оператору Intelsat. Предназначен для предоставления телекоммуникационных услуг для Европы, Африки, Среднего Востока, Азии и Австралии.
Построен на базе космической платформы SSL-1300 компанией Space Systems/Loral. Энергообеспечение осуществляется с помощью двух крыльев солнечных батарей. Двигательная установка состоит из основного (апогейного) двигателя R-4D с тягой 490 Н используемого для достижения точки стояния, а также набор двигателей малой тяги для орбитальных корректировок. Размеры спутника в сложенном состоянии (при запуске) — 5,2 × 3,1 × 3,4 м. Стартовая масса спутника составляет 3253 кг. Ожидаемый срок службы спутника — 15 лет.
На спутник установлено 30 транспондеров Ku-диапазона и 10 транспондеров C-диапазона.
Спутник будет располагаться на орбитальной позиции 68,5° восточной долготы, в соседстве со спутником Intelsat 20, запущенным в 2012 году.
Запуск спутника Intelsat 36 (в паре со спутником Intelsat 33e) состоялся в рамках миссии VA232 в 22:16 UTC 24 августа 2016 года ракетой-носителем Ариан-5 ECA со стартового комплекса ELA-3 космодрома Куру во Французской Гвиане.